# チラン島

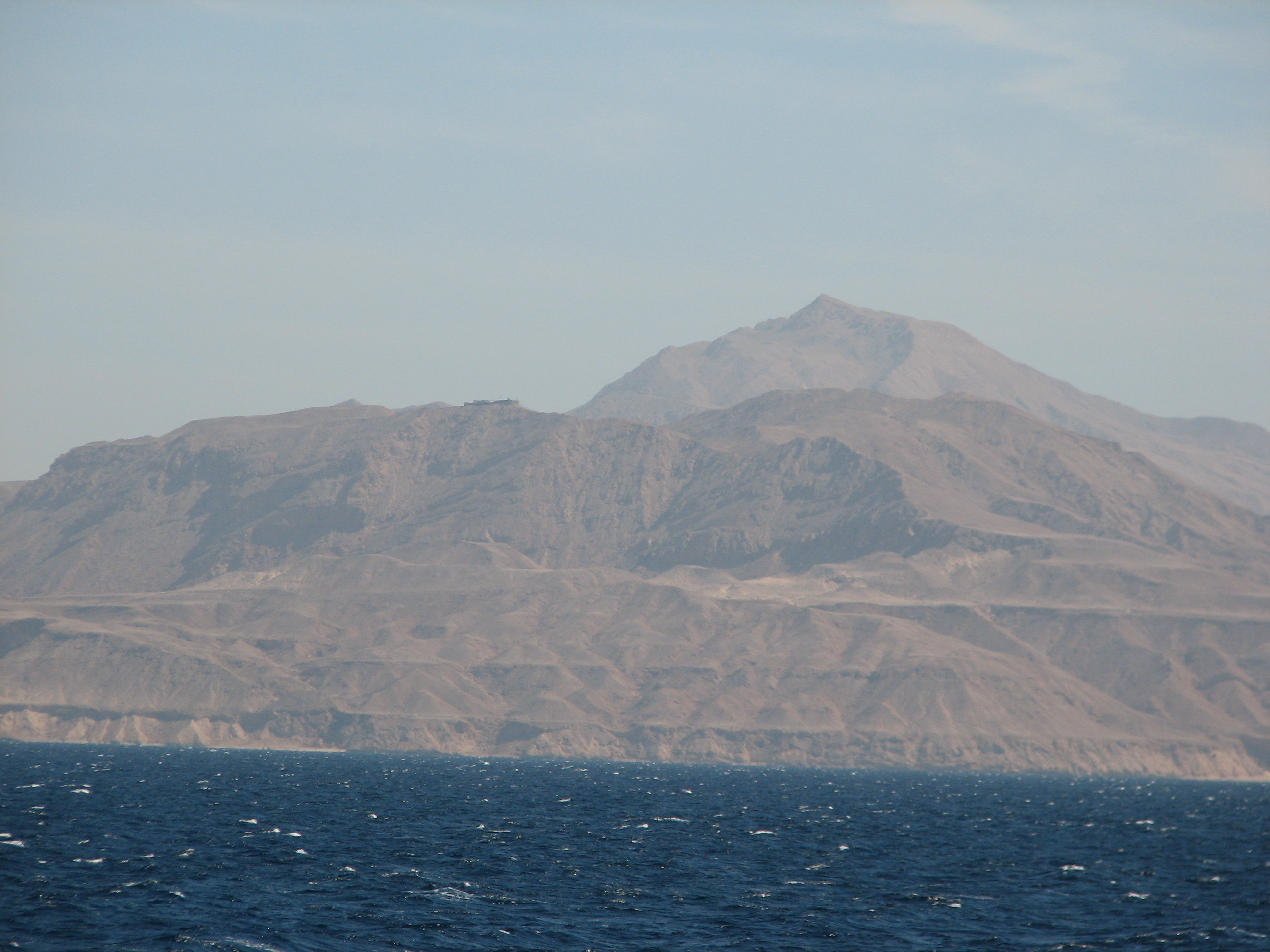
チラン島

チラン島（チランとう、アラビア語エジプト方言: جزيرة تيران ）はチラン海峡中央部にあるサウジアラビア領の島。面積は80平方キロメートル。エジプトに貸与されており、ラスムハンマド国立公園の一部となっている。ティーラーン島とも。
チラン海峡を管制できる要衝の位置にあり、アカバ湾の奥にはイスラエルのエイラートの港があることにより、特にアラブ側にとり重要性が高い。イスラエルの建国とその後の軍備増強を受けて、サウジアラビアがエジプトに軍派遣を要請し、1950年代以降はエジプト軍が管理している。現在、島はエジプトとアメリカ合衆国の軍事要員が駐留しているのみであり、民間人は居住していない。
島を経由し、シナイ半島とサウジアラビアを結ぶ架橋計画が検討されている。2016年4月、エジプトがサウジとの首脳会談でチラン島とその近くにあるサナーフィール島の領有権がサウジにあると表明したことに対して、エジプト国内では抗議デモが発生した。
この合意に対して、エジプトの最高行政裁判所が2017年1月に「無効」判断を示したが、エジプト議会が2017年6月14日に合意を承認。これに対して再び抗議デモが発生した。